# Pelina aenea
Pelina aenea är en tvåvingeart som först beskrevs av Fallen 1813.  Pelina aenea ingår i släktet Pelina och familjen vattenflugor. Arten är reproducerande i Sverige. Inga underarter finns listade i Catalogue of Life.